# Olipski kanal
Olipski kanal je morski prolaz u Jadranskom moru između otoka Oliba i otoka Silbe. Kanal se pruža u smjeru sjever-sjeverozapad prema jugu-jugoistoku s istočne strane otoka Silbe i zapadne strane otoka Oliba. Na sjevernoj strani se spaja s Pohlipskim kanalom.
Izložen je buri i jugu. 1,2 nm sjeverozapadno od otočića Morovnika na sjevernom ulazu u kanal nalazi se neoznačena plićina Morovnik. Ispred sjeverozapadne obale otoka Oliba nalazi se otočić Šip koji je okružen grebenastim dnom kojim je spojen s rtom Šip na otočnoj obali, a oko 0,8 nm južnije nalazi se hrid Kurjak.

## Vanjske poveznice
- Olib Channel / Olipski Kanal, Croatia, Earth - Geody (engl.)
- Olipski Kanal / Olipski Kanal, Croatia (general), Croatia, Europe (engl.)